# Apsidophora purpurorbis
Apsidophora purpurorbis är en fjärilsart som beskrevs av Diakonoff 1973. Apsidophora purpurorbis ingår i släktet Apsidophora och familjen vecklare. Inga underarter finns listade i Catalogue of Life.